# آيت عبد الله (المرس)
آيت عبد الله هي إحدى مشيخات المملكة المغربية، تتبع جغرافيا لإقليم بولمان وإداريًا لالمرس. يقدر عدد سكانها بـ 16288 نسمة حسب الإحصاء الرسمي للسكان والسكنى لسنة 2004.